# Шошин, Алексей Петрович
Алексей Петрович Шошин (1861—1924) — русский и советский военный инженер, профессор, генерал-майор.

## Биография

### Служба в Привислинском крае
Алексей Шошин родился в Костроме в семье мещан. Окончил реальное училище в 1880 году и военно-топографическое училище в 1883 году, после чего обучался в Санкт-Петербурге в Николаевской инженерной академии. После её окончания в 1889 году был назначен в Варшавский военный округ, где отслужил более 20 лет. За это время Шошин принял участие в проектировании и строительстве множества фортификационных сооружений, в числе которых крепости Новогеоргиевск (ныне — Модлин), Брест-Литовск, Гродно, Зегрж, Осовец, Варшава, Ломжинские укрепления, многочисленные переправы, гидротехнические сооружения, оборонительные позиции. В 1909 году Шошин получил назначение во Владивосток после выведения из состава Главного крепостного комитета по решению Военного министра В. А. Сухомлинова, которому Шошин совместно с другим членом Главного крепостного комитета полковником Алексеем Шварцем предъявил протест по поводу закрытия четырёх крепостей Привислинского края.

### Служба во Владивостоке
В 1910 г. Шошин стал помощником начальника строительных работ Владивостокской крепости генерал-майора В. А. Кухарского, а уже через год был назначен строителем Владивостокских укреплений и начальником инженеров Владивостокской крепости, получив чин генерал-майор. При участии Шошина были созданы уникальные фортификационные сооружения, не имевшие аналогов в мире в силу особенностей горной местности, на которой строилась крепость. Нестандартные решения и использование передовых технологий позволили Шошину создать первую в России крепость, усовершенствованную с учётом опыта Русско-японской войны.

### Первая мировая война
С началом Первой мировой войны через Владивосток начало проходить огромное количество военных грузов в европейскую часть России. 25 апреля 1915 года Шошин был назначен на должность председателя комиссии по отправке военных грузов из Владивостока. По его инициативе во Владивостоке был проведен ряд работ по сооружению железных дорог, мостов, водопропускных сооружений. Тогда же впервые был создан проект по строительству тоннеля под водоразделом между долиной Первой Речки и речки Буяковки, который был реализован только в советское время и теперь известен горожанам как тоннель им. Сталина. В августе 1915 года Шошин отбыл на фронт. Участвовал в строительстве укреплений под Киевом, переправ через Дунай, построил позицию в Северной Румынии длиной 400 км, на которой русские силы удерживались больше года. В 1917 году Шошин был назначен начальником инженерных снабжений Северного фронта, руководил эвакуацией инженерного имущества после падения Риги.

### После Октябрьской революции
В результате глубокого отступления в тыл, в 1918 году Шошин возглавляет Ярославское окружное инженерное управление. Эвакуированное им имущество было использовано большевистскими силами и позволило им успешно вести боевые действия несколько лет при ничтожном производстве боеприпасов и вооружения на военных заводах. Под руководством Шошина создаются инженерные войска РККА, сам же Шошин получил признание среди лидеров руководства большевиков. До конца своих дней он работал в Инженерном комитете, также занимался научной деятельностью. Умер в 1924 году.

## Память
- Именем Шошина названы улица, сопка и бухта во Владивостоке.